# Liste der Kreisstraßen im Landkreis Marburg-Biedenkopf
Die Liste der Kreisstraßen im Landkreis Marburg-Biedenkopf ist eine Auflistung der Kreisstraßen im hessischen Landkreis Marburg-Biedenkopf.

## Abkürzungen
- K: Kreisstraße
- L: Landesstraße

## Liste
Die Kreisstraßen behalten die ihnen zugewiesene Nummer in der Regel nicht bei einem Wechsel in einen anderen Landkreis. Nicht vorhandene bzw. nicht nachgewiesene Kreisstraßen werden in Kursivdruck gekennzeichnet, ebenso Straßen und Straßenabschnitte, die unabhängig vom Grund (Herabstufung zu einer Gemeindestraße oder Höherstufung) keine Kreisstraßen mehr sind. 
Der Straßenverlauf wird in der Regel von Nord nach Süd und von West nach Ost angegeben.
| Nr.   | Verlauf |
| ----- | --- |
| K 1   | – Mellnau – K 2 – in Wetter |
| K 2   | K 1 – Oberrosphe – Unterrosphe – |
| K 3   | L 3077 in Bracht – Schönstadt – K 5 – |
| K 4   | Reddehausen – K 5 |
| K 5   | K 3 in Schönstadt – K 4 – L 3089 |
| K 6   | Hertingshausen – L 3087 |
| K 7   | L 3381 in Marburg – L 3088/L 3125 in Marburg                                                                                                  |
| K 8   | L 3077 – Wolfskaute |
| K 9   | L 3077 in Rauschenberg – K 11 – Sindersfeld – K 10 – L 3089 in Betziesdorf                                                                    |
| K 10  | K 9 – L 3089 in Anzefahr |
| K 11  | K 9 in Rauschenberg – Himmelsberg – Stausebach – L 3073/L 3089                                                                                |
| K 12  | L 3073 – Burgholz – Emsdorf – K 14 – K 15 – L 3290 – Stadtallendorf – Stadtallendorf Ost –                                                    |
| K 14  | L 3071 in Hatzbach – Emsdorf – K 12 – K 93 – Kirchhain – K 15 –                                                                               |
| K 15  | K 14 – Langenstein – K 93 – K 12 – Erksdorf – L 3290 – L 3071 – Speckswinkel – Momberg – K 17 – Kreisgrenze – (K 105 im Schwalm-Eder-Kreis)   |
| K 16  | Katzenbach – in Kombach |
| K 17  | (K 101 im Schwalm-Eder-Kreis) – Kreisgrenze – Mengsberg – L 3342 – Momberg – K 15 – L 3071 in Neustadt (Hessen)                               |
| K 18  | L 3263 in Neustadt (Hessen) – Kreisgrenze – (K 106 im Schwalm-Eder-Kreis)                                                                     |
| K 19  | L 3077 – Kreisgrenze größtenteils an der südlichen Straßenseite – Kreisgrenze – (L 3087 an der Kreisgrenze zum Landkreis Waldeck-Frankenberg) |
| K 20  | in Neustadt (Hessen) – Kreisgrenze – (K 63 im Vogelsbergkreis)                                                                                |
| K 21  | L 3288 – Dernbach – L 3049 |
| K 22  | in Buchenau – Elmshausen |
| K 23  | Schlierbach – L 3050 in Hartenrod |
| K 24  | L 3073/L 3390 in Schweinsberg – K 26 – L 3289                                                                                                 |
| K 25  | K 73 in Friedensdorf – Allendorf – K 110 – K 73                                                                                               |
| K 26  | K 24 – Erfurtshausen |
| K 27  | K 29 in Amöneburg – K 28 – L 3289 in Mardorf                                                                                                  |
| K 28  | K 29 in Amöneburg – K 27 |
| K 29  | K 30 in Amöneburg – K 95 – K 28 – K 27 – K 30 (– Abzweig zur L 3093 [südliche Strecke]) – L 3093 (nördliche Strecke)                          |
| K 30  | /L 3048 – K 29 – Amöneburg – K 29 |
| K 31  | L 3089 in Anzefahr – K 32 – Schönbach – Großseelheim – K 33 – L 3088                                                                          |
| K 32  | K 31 in Anzefahr – Niederwald – /L 3073 |
| K 33  | K 31 in Großseelheim – L 3088 |
| K 34  | / (– Abzweig nach Bürgeln) – Ginseldorf – Bauerbach – L 3088                                                                                  |
| K 35  | L 3088 – K 36 |
| K 36  | L 3088 – K 35 – L 3289 in Schröck |
| K 37  | L 3289 in Schröck – K 38 in Moischt |
| K 38  | L 3089 in Cappel – L 3125 – Moischt – K 37 – L 3048                                                                                           |
| K 39  | L 3049 in Quotshausen – Silberg – K 46 – in Dautphe                                                                                           |
| K 41  | L 3089 in Cappel – Frauenberg – Beltershausen – L 3125                                                                                        |
| K 42  | L 3089 in Ronhausen – in Argenstein |
| K 43  | Mölln – L 3125 |
| K 44  | in Josbach – Wolferode – L 3071 |
| K 45  | L 3089 in Leidenhofen – Dreihausen – L 3125                                                                                                   |
| K 46  | K 39 in Silberg – L 3042 in Hommertshausen |
| K 47  | L 3048 – Hachborn – Ilschhausen – Fortbach |
| K 48  | L 3061 – K 49 – K 50 – Reimershausen – Oberwalgern – L 3048 – Holzhausen – L 3093                                                             |
| K 49  | Weipoltshausen – L 3061 – K 48 |
| K 50  | (K 26 im Lahn-Dill-Kreis) – Kreisgrenze – K 51 – Seelbach – Rollshausen – K 52 – Altenvers – L 3061 – K 48 in Reimershausen                   |
| K 51  | in Erdhausen – Rodenhausen – K 50 |
| K 52  | K 50 in Rollshausen – L 3048 in Lohra |
| K 54  | in Willershausen – K 55 – K 102 – L 3048 in Lohra                                                                                             |
| K 55  | Nanzhausen – K 54 |
| K 56  | in Oberweimar – K 57 – Kehna – K 102 – L 3061                                                                                                 |
| K 57  | – K 56 in Kehna |
| K 59  | L 3093 in Niederwalgern – K 60 – Roth – |
| K 60  | L 3093 in Wenkbach – K 62 – Roth – K 59 |
| K 61  | Bellnhausen – L 3048 – Sichertshausen |
| K 62  | K 60 – Argenstein – |
| K 63  | (K 6 im Lahn-Dill-Kreis) – Kreisgrenze – K 64 – L 3331 in Oberhörlen                                                                          |
| K 64  | K 63 – Kreisgrenze – (K 31 im Lahn-Dill-Kreis)                                                                                                |
| K 65  | L 3387 in Hermershausen – K 67 – K 66 – Allna –                                                                                               |
| K 66  | L 3288 in Sinkershausen – K 66 – Frohnhausen – K 114 – Friebertshausen – K 65 in Allna                                                        |
| K 67  | Weiershausen – K 65 |
| K 68  | L 3387 in Hermershausen – K 71 – K 70 – K 69 – Stadtwald – Marburg – L 3125 – K 7 – K 72 – L 3381                                             |
| K 69  | K 68 – Cyriaxweimar – L 3387 |
| K 70  | K 72 in Wehrshausen – Neuhöfe – K 68 |
| K 71  | K 72 in Elnhausen – K 68 |
| K 72  | L 3288 – Elnhausen – K 78 – K 71 – K 77 – K 70 – Wehrshausen – K 80 – K 68 in Marburg                                                         |
| K 73  | L 3042 in Friedensdorf – K 25 – Friedensdorf Süd – Damshausen – Diedenshausen – K 101 – L 3288                                                |
| K 74  | in Amelose – Holzhausen am Hünstein – |
| K 75  | – Kernbach – Caldern |
| K 77  | K 79 – Dagobertshausen – L 3092 – K 78 – K 72                                                                                                 |
| K 78  | K 72 in Elnhausen – K 77 – Dagobertshausen – L 3092                                                                                           |
| K 79  | – K 77 – Michelbach |
| K 80  | L 3092 – K 72 in Wehrshausen |
| K 81  | L 3091/L 3381 in Wetter – Sarnau |
| K 82  | L 3381 in Wehrda – L 3089 in Wehrda |
| K 83  | Biedenkopf Mitte – in Biedenkopf |
| K 84  | L 3381 in Wetter – in Sterzhausen |
| K 85  | L 3090 in Niederasphe (– Abzweig zur L 3090 in Niederasphe Ost) – Treisbach – L 3091 – L 3092 in Warzenbach                                   |
| K 86  | K 87 in Mittelsimtshausen – Untersimtshausen –                                                                                                |
| K 87  | L 3090 in Mittelsimtshausen – K 86 – L 3090 in Obersimtshausen                                                                                |
| K 88  | (K 111 im Landkreis Waldeck-Frankenberg) – Kreisgrenze – Wollmar –                                                                            |
| K 89  | L 3125 – Kreisgrenze – (K 52 im Vogelsbergkreis)                                                                                              |
| K 92  | /L 3290 in Stadtallendorf West – L 3290 in Stadtallendorf Süd                                                                                 |
| K 93  | K 14 – K 15 in Langenstein |
| K 94  | L 3073 in Rüdigheim – L 3290 in Niederklein                                                                                                   |
| K 95  | L 3048 – K 29 |
| K 96  | – Herzhausen |
| K 100 | (K 30 im Lahn-Dill-Kreis) – Kreisgrenze – L 3042 in Lixfeld                                                                                   |
| K 101 | K 73 in Diedenshausen – L 3288 in Weitershausen                                                                                               |
| K 102 | K 54 in Lohra – K 56 in Kehna |
| K 103 | Wallau Mitte – in Wallau |
| K 104 | L 3088 – Kleinseelheim |
| K 105 | (K 99 im Schwalm-Eder-Kreis) – Kreisgrenze – K 106 – L 3342                                                                                   |
| K 106 | (K 98 im Schwalm-Eder-Kreis) – Kreisgrenze – K 105                                                                                            |
| K 107 | Kleingladenbach – in Breidenbach |
| K 108 | Wiesenbach – |
| K 109 | Weifenbach – in Ludwigshütte |
| K 110 | – K 25 in Allendorf |
| K 111 | L 3288 – Römershausen – L 3050 |
| K 112 | L 3288 in Bellnhausen bei Gladenbach – |
| K 113 | K 66 in Sinkershausen – in Gladenbach |
| K 114 | – K 66 in Frohnhausen |
| K 115 | L 3048 in Mornshausen – Rüchenbach – K 66 in Friebertshausen                                                                                  |
| K 116 | – Albshausen |
| K 117 | Kehlnbach – in Gladenbach |
| K 121 | L 3048 – Wittelsberg |
| K 122 | L 3048 – Rauischholzhausen |
| K 123 | L 3091 in Wetter – in Wetter |